# Hazar Ergüçlü

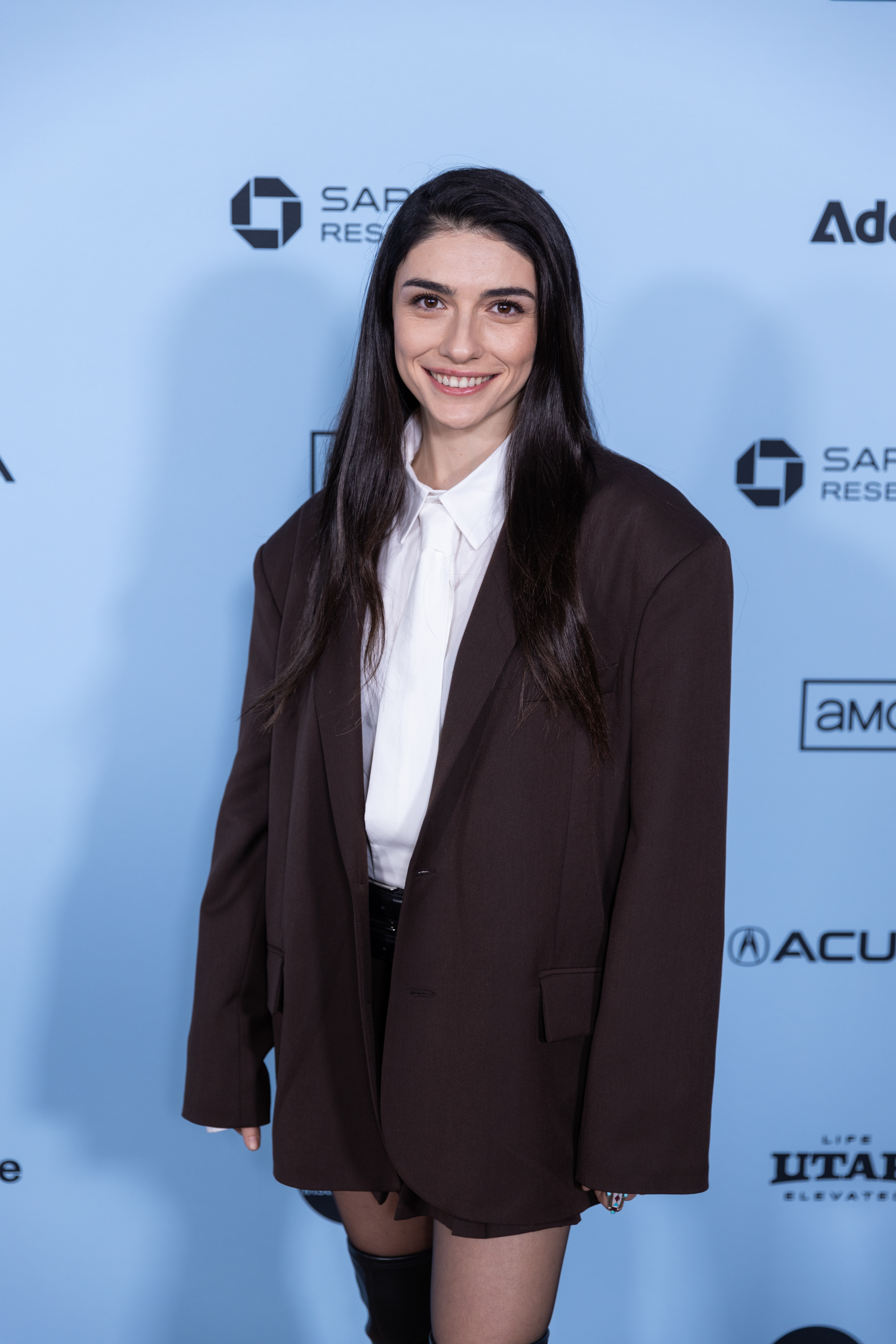
Hazar Ergüçlü, 2025

Hazar Ergüçlü (* 1. Januar 1993 in Nord-Nikosia) ist eine zypriotische Schauspielerin.

## Leben
Ergüçlü absolvierte ihren Schulabschluss am Yakin Dogu College. In dieser Zeit engagierte sie sich in Lefkoşa, Türkische Republik Nordzypern, in Theaterarbeit für Jugendliche.
2010, bevor sie professionelle Schauspielern war, spielte sie im Film „Gölgeler ve Suretle“, geführt von Dervis Zaim mit dem Charakternamen des „Ruhsar“. In dieser Zeit wurde Hazar Ergüçlü an der Halic University, Abteilung für Theater, angenommen. Seit 2018 wirkt sie an der Serie „The Protector“ mit, der ersten türkischen Netflix-Eigenproduktion. Dort spielt sie gemeinsam mit Cagatay Ulusoy, Yurdaer Okur und Ayça Ayşin Turan eine der Hauptrollen.
Weiterhin ist sie seit 2020 Schauspielerin in der türkischen Produktion "Alev Alev".

## Filmografie
| Filme     | Filme                                      | Filme                  | Filme      |
| Jahr      | Titel                                      | Rolle                  | Position   |
| --------- | ------------------------------------------ | ---------------------- | ---------- |
| 2013      | Benim Dünyam                               | Ayla – Ela'nın Kardeşi | Hauptrolle |
| 2012      | Açlığa Doymak                              | Sena                   | Hauptrolle |
| 2010      | Gölgeler ve Suretler                       | Ruhsar                 | Nebenrolle |
| 2017      | Kar                                        | Müzzeyen               | Hauptrolle |
| 2018      | Gerçek Kesit: Manyak                       | -                      | Nebenrolle |
| 2018      | Ahlat Ağacı                                | Hatice Karasu          | Hauptrolle |
| 2018      | Her Şey Seninle Güzel                      | -                      | Hauptrolle |
| Serien    |                                            |                        |            |
| Jahr      | Titel                                      | Rolle                  | Position   |
| 2016      | Yüksek Sosyete                             | Cansu Koran            | Hauptrolle |
| 2015      | Analar ve Anneler                          | Kader Ayaz             | Hauptrolle |
| 2013–2015 | Medcezir                                   | Eylül Buluter          | Hauptrolle |
| 2011–2013 | Kuzey Güney                                | Simay Canay            | Nebenrolle |
| 2017      | Hayat Sırları                              | Seher Kuzgun           | Hauptrolle |
| 2018      | Dudullu Postası                            | Melis                  | Hauptrolle |
| 2018      | Hakan: Muhafiz (The Protector) auf Netflix | Zeynep                 | Hauptrolle |
| 2021      | Alev Alev                                  | Çiçek Görgülü          | Hauptrolle |
| 2022      | Hayat Bugün                                | Suzan                  | Hauptrolle |
| 2022      | Sadece Arkadaşız                           | Ece                    | Hauptrolle |
| 2024      | İnci Taneleri                              | Dilber                 | Hauptrolle |